# Ганн (Огайо)
Ганн (англ. Gann) — селище (англ. village) в США, в окрузі Нокс штату Огайо. Населення — 114 особи (2020).

## Географія
Ганн розташований за координатами 40°28′13″ пн. ш. 82°11′24″ зх. д. / 40.47028° пн. ш. 82.19000° зх. д. (40.470200, -82.190029).  За даними Бюро перепису населення США в 2010 році селище мало площу 0,51 км², з яких 0,48 км² — суходіл та 0,03 км² — водойми.

## Демографія
Згідно з переписом 2010 року, у селищі мешкало 125 осіб у 54 домогосподарствах у складі 40 родин. Густота населення становила 243 особи/км².  Було 65 помешкань (126/км²).
Расовий склад населення:
| - 100,0 % — білих |

До двох чи більше рас належало 0,0 %. Частка іспаномовних становила 2,4 % від усіх жителів.
За віковим діапазоном населення розподілялося таким чином: 24,8 % — особи молодші 18 років, 62,4 % — особи у віці 18—64 років, 12,8 % — особи у віці 65 років та старші. Медіана віку мешканця становила 42,2 року. На 100 осіб жіночої статі у селищі припадало 104,9 чоловіків;  на 100 жінок у віці від 18 років та старших — 104,3 чоловіків також старших 18 років.
Середній дохід на одне домашнє господарство  становив 38 211 долар США (медіана — 41 250), а середній дохід на одну сім'ю — 41 594 долари (медіана — 43 750). За межею бідності перебувало 33,8 % осіб, у тому числі 61,8 % дітей у віці до 18 років та 5,6 % осіб у віці 65 років та старших.
Цивільне працевлаштоване населення становило 54 особи. Основні галузі зайнятості: виробництво — 27,8 %, науковці, спеціалісти, менеджери — 14,8 %, освіта, охорона здоров'я та соціальна допомога — 11,1 %, транспорт — 9,3 %.